# Dasychela macintyrei
Dasychela macintyrei är en tvåvingeart som beskrevs av Joseph Charles Bequaert 1937. Dasychela macintyrei ingår i släktet Dasychela och familjen bromsar. Inga underarter finns listade i Catalogue of Life.